# Chamerau
Chamerau – miejscowość i gmina w Niemczech, w kraju związkowym Bawaria, w rejencji Górny Palatynat, w regionie Ratyzbona, w powiecie Cham. Leży w Lesie Bawarskim, około 6 km na południowy wschód od Cham, nad rzeką Regen, przy drodze B85 i linii kolejowej (Straubing–Cham).

## Dzielnice
W skład gminy wchodzą następujące dzielnice:
| - Chamerau - Bärndorf - Breitensteinmühle - Gilling - Gillisberg - Grüben - Haidstein - Hochwies - Hörwalting - Kollmitz | - Lederdorn - Meinzing - Moos - Roßbach - Roßberg - Staning - Urleiten - Waldhäusl - Wallmering - Wölsting |